# Předznamenání

Předznamenání se třemi křížky pro tóninu A dur nebo fis moll

Předznamenání v hudbě udává pomocí určitého počtu posuvek tóninu skladby. Zapisuje se do notové osnovy hned za notovým klíčem na začátku skladby, dále pak na začátek každého dalšího řádku (u víceosnovových řádků, jako je např. zápis pro klavír nebo varhany, se píše zpravidla do všech osnov řádku). Skladba bez předznamenání je zpravidla v tónině C dur nebo a moll, může ale také jít např. o atonální (chromatickou, dodekafonickou apod.) hudbu, kde zařazení do diatonické tóniny nemá smysl.
Posuvky jsou umísťovány do notové osnovy na linky či do mezer odpovídajících notám (tónům), jejichž výšku pro zbytek notového záznamu mění (posouvají). Kladou se na osnovu co nejvíc nahoru, posun daný předznamenáním se ovšem týká i stejnojmenných tónů ve všech ostatních oktávách. Maximální počet posuvek v předznamenání je sedm – pak jsou zvýšeny (nebo sníženy) všechny noty v osnově.
Předznamenání ovlivňuje podobu a význam případných posuvek u jednotlivých not v rámci skladby – např. křížek u tónu křížkovaného v předznamenání neznamená další zvýšení, ale jen jeho potvrzení nebo obnovenou platnost po odrážce. Je-li potřeba skutečně ještě zvýšit takový tón, vyznačí se před něj dvojkřížek. Pokud se má předznamenání jednorázově zrušit, umístí se před notu odrážka (platí pro noty téže výšky po zbytek taktu). Posuvka opačná od předznamenání (například béčko před notou křížkovanou v předznamenání) má ovšem svoji normální platnost, tedy prakticky mění notu o celý tón (např. místo Gis půjde o Ges).
Pokud v notovém zápise není za klíčem žádná posuvka, skladba nemá předznamenání (resp. je nulové) a výška žádných not se automaticky neposunuje. 
Při změně tóniny v rámci skladby se přímo na zlomu taktů uvede změna předznamenání. Ta se může vyznačit různými způsoby podle toho, zda se posuvky ruší, přidávají, nebo obojí. Pokud se dosavadní předznamenání nahrazuje jiným, lze prostě uvést toto nové předznamenání, nebo pro zdůraznění změny navíc rušené posuvky odrazit. Pokud se jen ruší všechny posuvky (tj. tónina se mění na C-dur / a-moll), nelze změnu vyznačit jinak než odrážkami.
Předznamenání mají posuvky v pevně daném pořadí podle kvintového kruhu. Podle jejich počtu se vybírá vždy patřičný počet v následujícím pořadí:
- pro zvýšení tónů: fis, cis, gis, dis, ais, eis, his (kvintový vzestup)
- pro snížení tónů: hes (b), es, as, des, ges, ces, fes (kvintový sestup neboli kvartový vzestup)

Obvykle platí (často u hudebníků-amatérů, avšak i u zkušených hráčů), že se zvyšujícím se počtem posuvek za notovým klíčem vzrůstá i obtížnost při interpretaci skladby. Je to zejména proto, že při čtení not je potřeba držet v paměti více informací, ale také samotné hraní posunutých tónů a akordů bývá náročnější.